# Chersotis nitens
Chersotis nitens är en fjärilsart som beskrevs av Brandt 1941. Chersotis nitens ingår i släktet Chersotis och familjen nattflyn. Inga underarter finns listade i Catalogue of Life.